# Badminton bei den Sukan Malaysia 2008
Badminton wurde bei den Sukan Malaysia 2008, den malaysischen Nationalspielen, vom 1. bis zum 8. Juni 2008 in Kemaman in fünf Einzel- und zwei Teamdisziplinen gespielt.

## Sieger und Platzierte
| Disziplin    | Gold                         | Silber                              | Bronze                                 |
| ------------ | ---------------------------- | ----------------------------------- | -------------------------------------- |
| Herreneinzel | Chong Wei Feng               | Arif Abdul Latif                    | Lim Fang Yang                          |
| Dameneinzel  | Julia Wong Pei Xian          | Lydia Cheah Li Ya                   | Tee Jing Yi                            |
| Herrendoppel | Chow Pak Chuu Mak Hee Chun   | Cheah Liek Hou Chin Chuan Jue       | Chan Peng Soon Raymond Koh             |
| Damendoppel  | Ng Hui Lin Woon Khe Wei      | Amelia Alicia Anscelly Ng Paou Leng | Lim Yin Loo Nairul Suhaida Abdul Latif |
| Mixed        | Tan Wee Kiong Haw Chiou Hwee | Lim Khim Wah Ooi Swee Wenn          | Chan Peng Soon Jeslyn Pang             |
| Herrenteam   | Kedah                        | Kuala Lumpur                        | Johor                                  |
| Damenteam    | Sabah                        | Malakka                             | Kuala Lumpur                           |